# ラーモア反磁性
ラーモア反磁性（ラーモアはんじせい、英: Larmor diamagnetism）とは反磁性のひとつであり、古典的には原子に磁場をかけたときに、電子がレンツの法則に従い原子核のまわりでラーモア運動とよばれるサイクロトロン運動をする（より正確には、元の軌道半径は変わらずに角周波数が増える）ことによって生じる反磁性である。1905年にポール・ランジュバンによって理論的に求められた。このような電子の運動はジョセフ・ラーモアにより研究されたため、ラーモア反磁性とよばれる。また、理論により求めたランジュバンより、ランジュバンの反磁性と呼ばれることもある。
ラーモア反磁性の大きさは、温度に依存しない。また、原子番号{\displaystyle Z}が大きい元素では反磁性が大きくなる。更に、電子の軌道半径に依存するため、かつては磁化率の値から原子の大きさを求めるために利用されていた。
貴ガス原子やイオン芯 (ion core) などでは、電子軌道が閉殻となっており、その結果反磁性を示す。これは閉殻電子では軌道角運動量の和{\displaystyle L}やスピン角運動量の和{\displaystyle S}がゼロとなっており、よってラーモア反磁性よりも強いスピンや軌道角運動量による磁気モーメントが消え、ラーモア反磁性の効果が残るためである。この反磁性は特に閉殻の反磁性、イオン芯の反磁性、コアの反磁性などとよばれることがある。
古典論で厳密な計算をすると、ラーモア反磁性はランジュバンの常磁性項と打ち消しあって消える。また、古典論では磁性を説明することができず（ボーア＝ファン・リューエンの定理）、量子論が必要不可欠である。

## 古典論による導出
ラーモアの定理による角周波数（ラーモア周波数）は以下である。
{\displaystyle \omega _{\mathrm {L} }={\frac {eB}{2m}}}
ここで{\displaystyle e}は電子のもつ電荷、{\displaystyle B}は磁場、{\displaystyle m}は電子の質量である。
電子{\displaystyle Z}個がラーモア運動をすると、以下の円電流が流れているとみなせる。
{\displaystyle I=-Ze{\frac {\omega _{\mathrm {L} }}{2\pi }}=-{\frac {Ze^{2}B}{4\pi m}}}
よって球対称な電荷分布の原子を考えると、原子番号{\displaystyle Z}の原子（＝電子{\displaystyle Z}個）が生み出す磁気モーメントは以下となる。
{\displaystyle \mu =IS=-{\frac {Ze^{2}B}{4\pi m}}\pi \langle \rho ^{2}\rangle }
ここで{\displaystyle \langle \rho ^{2}\rangle =\langle x^{2}\rangle +\langle y^{2}\rangle }は{\displaystyle B}に平行な原子核を貫く軸からの電子の円運動の平均二乗半径である。
以上より、全磁化は
{\displaystyle M=-{\frac {NZe^{2}B}{4m}}\langle \rho ^{2}\rangle }
となり、磁化率が求まる。
{\displaystyle \chi ={M \over H}=-{\frac {\mu _{0}NZe^{2}}{4m}}\langle \rho ^{2}\rangle }
ここで{\displaystyle N}は原子数である。
電子の軌道半径の2乗平均{\displaystyle \langle r^{2}\rangle =\langle x^{2}\rangle +\langle y^{2}\rangle +\langle z^{2}\rangle ={3 \over 2}\langle \rho ^{2}\rangle }を用いて表すと以下となる。
{\displaystyle \chi =-{\frac {\mu _{0}NZe^{2}}{6m}}\langle r^{2}\rangle }

## 量子論による導出
磁場中で運動する電子のハミルトニアンは
{\displaystyle {\mathcal {H}}={\frac {1}{2m}}\left(\mathbf {p} +{e \over c}\mathbf {A} \right)^{2}+V(r)-g\mu _{\mathrm {B} }\mathbf {s} \cdot \mathbf {H} }
である。ここで
- {\displaystyle \mathbf {p} =-i\hbar \nabla }は運動量演算子
- {\displaystyle \mathbf {A} }は外部磁場によるベクトルポテンシャル
- {\displaystyle V(r)}は中心力のポテンシャルエネルギー
- {\displaystyle g}はランデのg因子
- {\displaystyle \mu _{\mathrm {B} }=e\hbar /2mc}はボーア磁子
- {\displaystyle \mathbf {s} }はスピン演算子。

今、{\displaystyle z}軸方向に一様な外部磁場{\displaystyle \mathbf {H} =(0,0,H)}がかかっているとすると、
{\displaystyle \nabla \times \mathbf {A} =\mathbf {H} ,\quad \mathbf {A} ={1 \over 2}(\mathbf {H} \times \mathbf {r} )={1 \over 2}(-Hy,Hx,0)}
となる。よってこのハミルトニアンは
{\displaystyle {\mathcal {H}}={\frac {p^{2}}{2m}}+V(r)-\mu _{\mathrm {B} }(l_{z}+gs_{z})H+{\frac {e^{2}H^{2}}{8mc^{2}}}(x^{2}+y^{2})}
となる。
このうち、前の2項は磁場に依存しない項であり磁性に寄与しない。磁場によるエネルギーは基底状態をg、励起状態をeとして
{\displaystyle E_{H}=\langle g|{\mathcal {H}}|g\rangle -\sum _{e\neq g}{\frac {{\bigl |}\langle e|{\mathcal {H}}|g\rangle {\bigr |}^{2}}{E_{e}-E_{g}}}}
{\displaystyle =-\langle g|\mu _{\mathrm {B} }(l_{z}+gs_{z})H|g\rangle +{\frac {e^{2}H^{2}}{8mc^{2}}}\langle g|x^{2}+y^{2}|g\rangle -\sum _{e\neq g}{\frac {{\bigl |}\langle e|\mu _{\mathrm {B} }(l_{z}+gs_{z})H|g\rangle {\bigr |}^{2}}{E_{e}-E_{g}}}}
一項目は軌道角運動量とスピン演算子による磁気モーメント、三項目は軌道角運動量によるヴァン・ヴレック常磁性の項であり、二項目がラーモア反磁性の項である。希ガスやイオン芯などの閉殻では{\displaystyle \mathbf {l} =\mathbf {s} =0}であるため、二項目のラーモア反磁性の項だけが残る。
磁化率を求めるにはまず二項目について、電子数{\displaystyle Z}個と電子の球対称性、原子の数{\displaystyle N}を用いて
{\displaystyle E_{\rm {larmor}}={\frac {NZe^{2}H^{2}}{8mc^{2}}}\langle g|x^{2}+y^{2}|g\rangle ={\frac {NZe^{2}H^{2}}{8mc^{2}}}{2 \over 3}\langle r^{2}\rangle }
とし、このエネルギーを二階微分して
{\displaystyle \chi =-{\frac {\partial M}{\partial H}}=-{\frac {\partial ^{2}E_{\rm {larmor}}}{\partial H^{2}}}=-{\frac {NZe^{2}}{6mc^{2}}}\langle r^{2}\rangle }
となる。なお、{\displaystyle \mu _{0}=1/c^{2}}である。

## 閉殻イオン芯の反磁性磁化率
原子番号{\displaystyle Z}が大きい元素では、イオン芯による反磁性磁化率が大きくなる。よって物質の磁化率の評価をする際に、イオン芯の反磁性の分を補正する必要がある場合がある。その場合、パスカルの加成則を用い、それぞれのイオン芯の反磁性磁化率の和として全体のイオン芯の反磁性磁化率を算出する。
| イオン | 磁化率 | イオン | 磁化率 | イオン | 磁化率 | イオン | 磁化率 | イオン | 磁化率 |
| ------ | ------ | ------ | ------ | ------ | ------ | ------ | ------ | ------ | ------ |
| Ag+    | 44     | Cd2+   | 37     | Hg2+   | 55     | Nb5+   | 17     | Si4+   | 2.1    |
| Al3+   | 2.5    | Ce4+   | 33     | I-     | 80     | Ne     | 5.7    | Sn4-   | 180    |
| Ar     | 21.5   | Cl-    | 29     | I7+    | 17     | O2-    | 12.6   | Sn4+   | 28     |
| As3-   | 95     | Cl7+   | 1.2    | In3+   | 32     | P3-    | 65     | Sr2+   | 28     |
| As5+   | 7.5    | Cr6+   | 6.6    | K+     | 16.7   | P5+    | 1.7    | Te2-   | 105    |
| Au+    | 65     | Cs+    | 55     | Kr     | 42     | Pb4+   | 42     | Te6+   | 20     |
| B3+    | 0.21   | Cu+    | 13.3   | La3+   | 38     | Rb+    | 35     | Ti4+   | 9.0    |
| Ba2+   | 46     | F-     | 8.1    | Li+    | 0.63   | S2-    | 40     | Tl3+   | 48     |
| Be2+   | 0.34   | Ga3+   | 9.5    | Li2+   | 0.268  | S6+    | 1.4    | V5+    | 7.7    |
| Bi5+   | 37     | Ge4-   | 140    | Mg2+   | 3.2    | Sb3-   | 130    | Xe     | 66     |
| Br-    | 54     | Ge4+   | 8.5    | Mn7+   | 5.7    | Sb5+   | 24     | Y3+    | 24     |
| Br7+   | 6.0    | H      | 2.415  | Mo6+   | 15     | Sc3+   | 10.9   | Zn2+   | 110    |
| C4-    | 50     | H-     | 8      | N3-    | 22     | Se2-   | 70     | Zr4+   | 20     |
| C4+    | 0.15   | He     | 1.54   | N5+    | 0.11   | Se6+   | 6.5    |        |        |
| Ca2+   | 13.3   | He+    | 0.604  | Na+    | 4.2    | Si4-   | 110    |        |        |